# Nicolaaskerk in Basmanny
De Kerk van de Heilige Nicolaas in Pokrovski (Russisch: Храм Николая Чудотворца в Покровском) is een Russisch-orthodoxe Kerk in het Centraal Adminitratieve Okroeg van Moskou, in het district Basmanny. Het hoofdaltaar is gewijd aan de heilige Nicolaas, verder zijn er altaren ter ere van Petrus en Paulus en de Voorspraak van de Moeder Gods.

## Geschiedenis
Op de plek stond sinds het einde van de 16e eeuw reeds een houten kerk. Herbouw van de kerk vond plaats in de jaren 1614, 1676 en 1721. De inwijding van de kerk in 1614 werd bijgewoond door tsaar Michaël I van Rusland. De huidige kerk is gebouw in de jaren 1765-1766. De klokkentoren stamde uit het begin van de 19e eeuw. Tot de bekende parochianen van de kerk behoorde Aleksandr Soevorov, een Russisch generaal die nooit een veldslag verloor. In 1890-1893 werd de kerk gerestyled en kreeg het een neoclassicistisch uiterlijk.

## Sovjettijd
De kerk werd in 1931 gesloten. De altaren werden vernietigd en de toren werd gesloopt. Er werd in 1932 een bakkerij gevestigd in de voormalige kerk. In de jaren 1980 sloot de bakkerij wegens de erbarmelijke staat van het gebouw.

## Heropening
De kerk keerde terug naar de Russisch-orthodoxe kerk in het jaar 1992. Vervolgens werd de kerk gerestaureerd. Vanaf 1995 vinden er weer regelmatig erediensten plaats. De klokkentoren werd herbouwd in het jaar 2006.

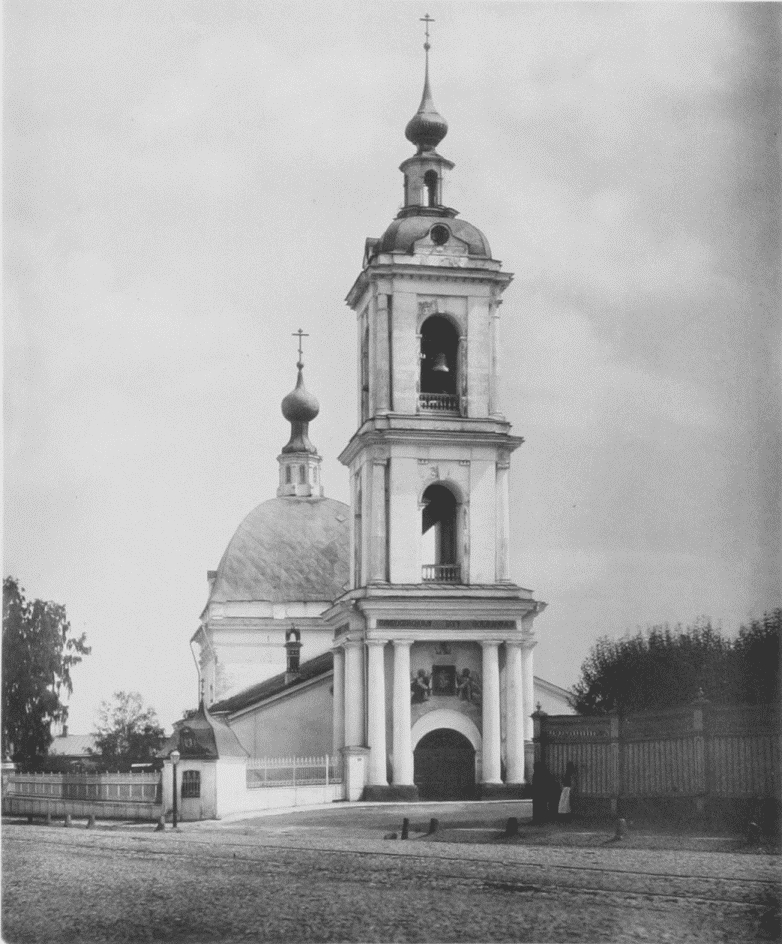
De Nicolaaskerk in 1882 (foto: Nicolay Naidenov
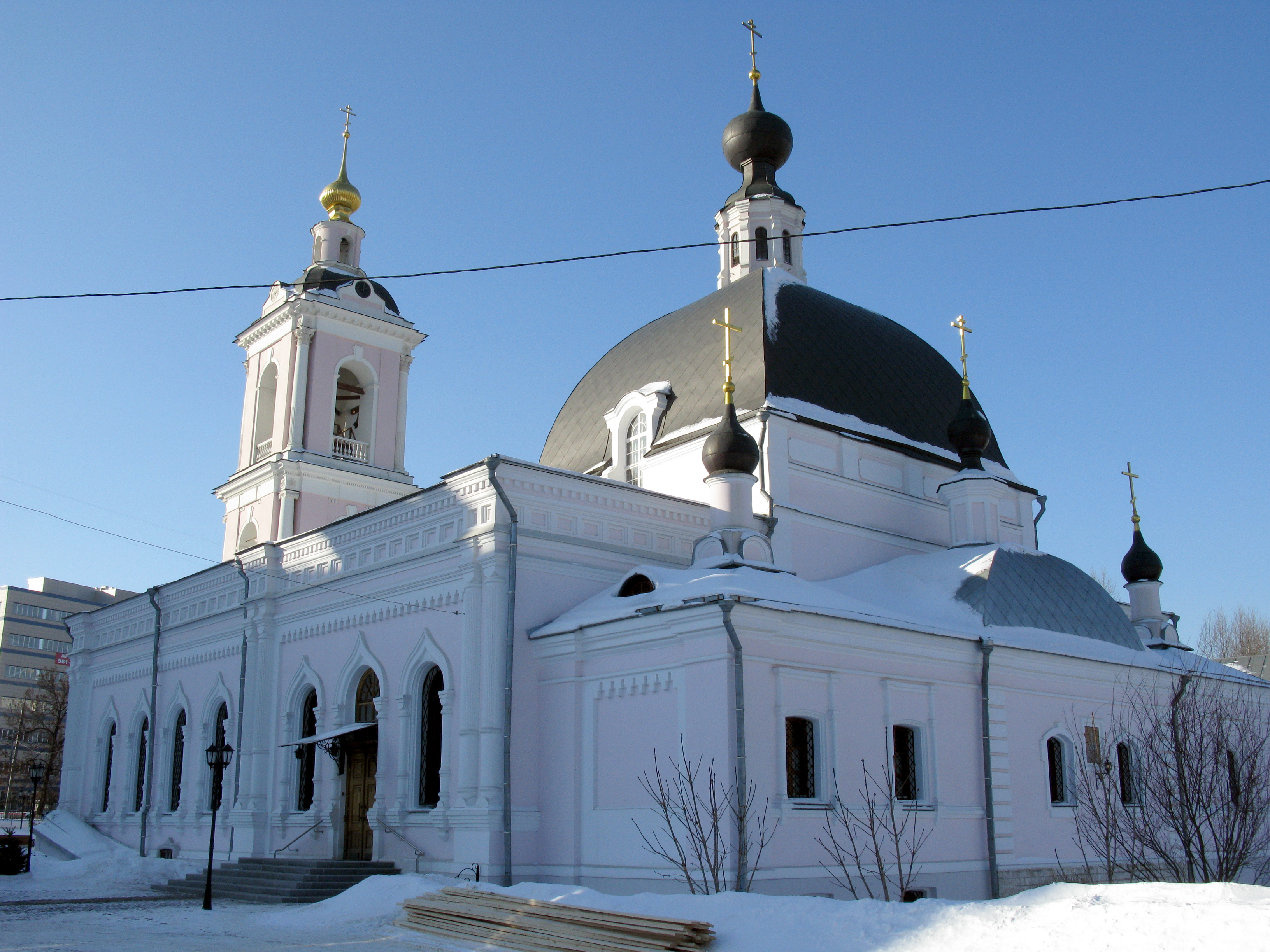
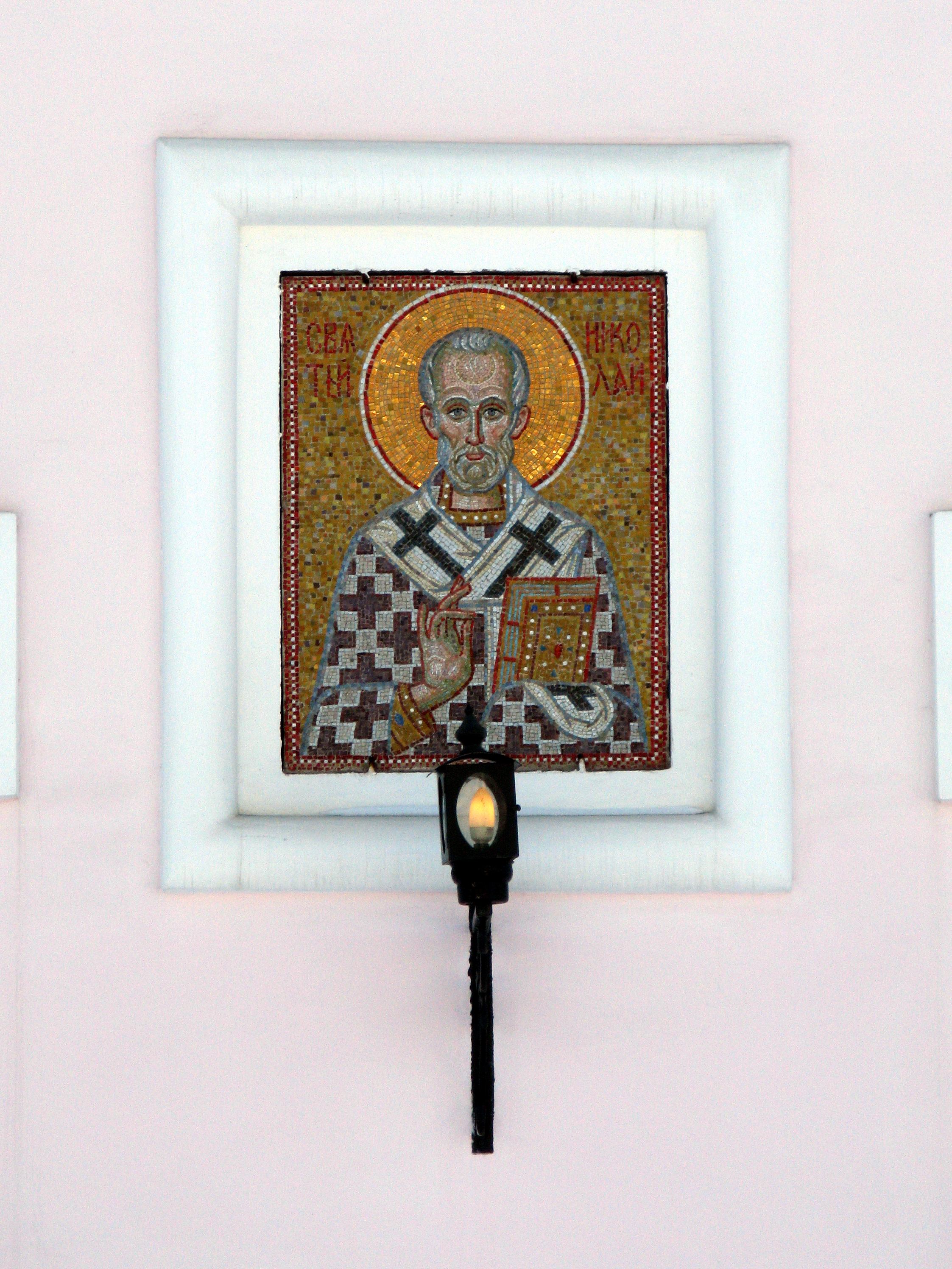
Mozaìek St. Nicolaas